# Spindelnät

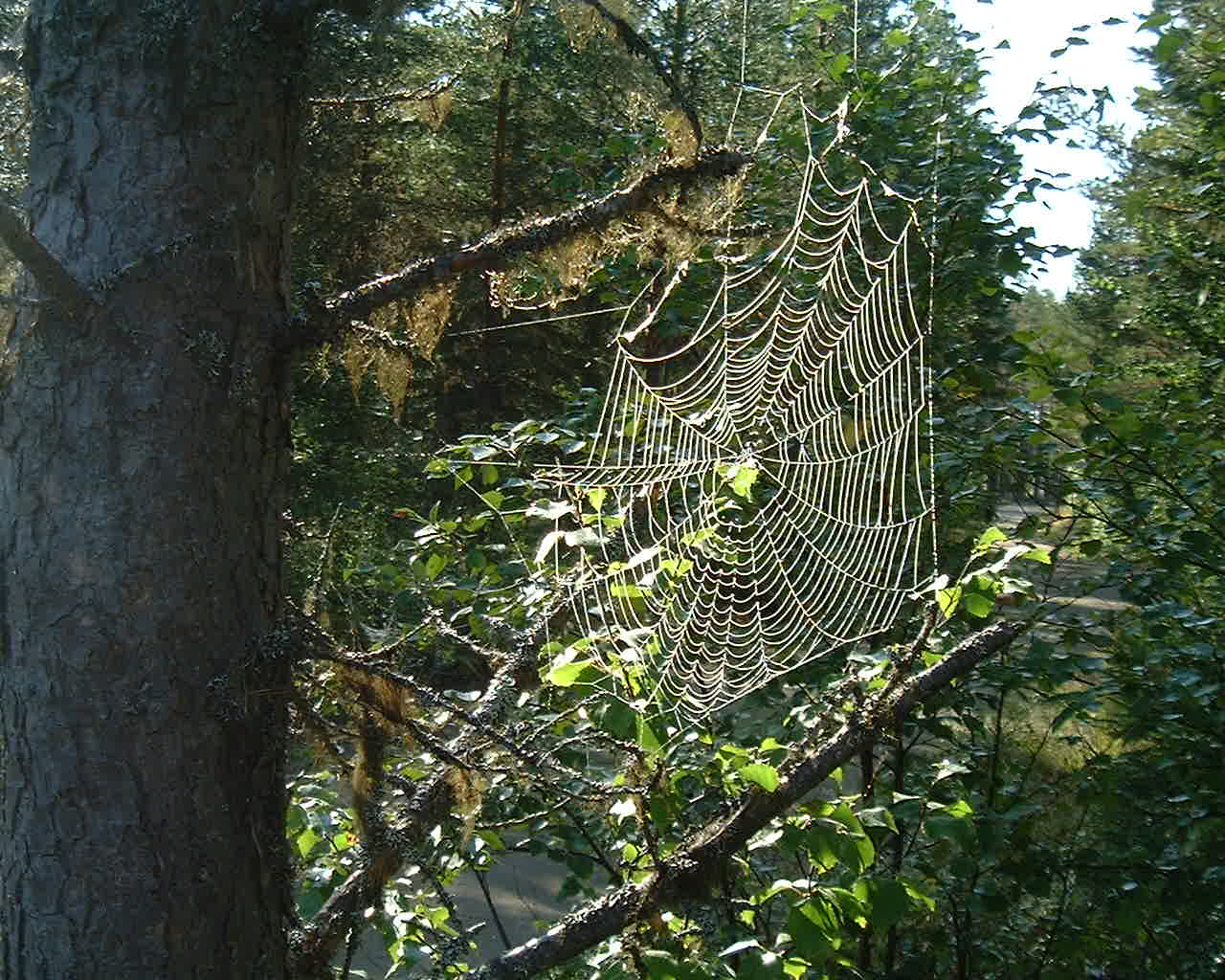

Ett spindelnät är ett fångstnät vävt av en spindel.
Spindeln använder nätkörtlar på bakkroppen för att framställa tråden. Den vanligaste metoden spindlar använder för att framställa spindelnät är att dra ett antal stödtrådar att hänga upp nätet på, ett antal radiella trådar från mitten till stödtrådarna, och en tråd i spiral från mitten.
Tråden i sig är protein-baserad silke. 
Spindelväv används ofta i film, tecknade serier och andra former av berättande för att visa att något stått orörligt en lång tid.